# Limnophyes guatemalensis
Limnophyes guatemalensis är en tvåvingeart som beskrevs av James E. Sublette och Sasa 1994. Limnophyes guatemalensis ingår i släktet Limnophyes och familjen fjädermyggor.
Artens utbredningsområde är Guatemala. Inga underarter finns listade i Catalogue of Life.